# Драконски закони
Драконски законик (Грчки: Δράκων, Drakōn) био је први писани законик у Атини,  донесен од стране Дракона крајем 7. века пре нове ере, као одговор на неправедно тумачење усменог права од стране атинских аристократа. Аристократија је злоупотребљавала атинско усмено право све до појаве овог закона. Око 621. године пре нове ере становници Атине дали су овлашћење Дракону да изради писани законик, дајући му титулу првог законодавца Атинe. Писмени грађани су могли читати законе на локацији доступној свима, ово доношење писаног закона била је рана манифестација атинске демократије. 

## Настанак
Потреба за писаним правом започела је због несразмерног правног знања између аристократа и обичних грађана. Утврђено право било је лоше формулисано и често мењано од стране аристократије. Аристократско искоришћавање овог система започело је средином 7. века пре нове ере и често су право мењали у своју корист. Ово је покренуло размирице од стране људи који нису познавали право, а покушавали су да остваре правду.
Да би смањиле учесталост ових размирица, владајуће аристократске породице у Атини одлучиле су да напусте свој прикривени систем мењања права и да их писмено објаве атинском друштву. Овластили су Дракона, аристократског законодавца да конструише писани закон што је и започео 621 године пре нове ере. Овај закон у писаном облику постао је доступан свима, писмени грађани су могли да га читају и тумаче.

Дракон је увео концепте умишљајног и нехатног убиства и за ова кривична дела је суђено у Ареопагу. Он је укинуо крвну освету и обавезао грађане да правду задовољавају пред државним органима. Закони о убиствима били су једини закони задржани у Солоновом законодавству, са почетка шестог века пре нове ере.
И сам Дракон, кажу, на питање зашто је за већину кривичних дела изрекао смртну казну, одговорио је да су по његовом мишљењу њу заслужила она мања, а за већа не може да се нађе већа казна.

— Плутарх, Солонов живот

## Функције грађана
Хоплити су могли да учествују у политичком животу ; могли су да гласају и да заузимају ниже државне функције. За заузимање виших положаја била је потребна имовина.  Хоплити са имовином без дуга, вредном десет мина или више могли су да врше функцију архонта или благајника. Атински стратези и заповедници коњице бирани су међу онима који су имали имање у најнижој вредности од сто мина без дуга, са мушким потомцима старијим од десет година, који су рођени у браку. Међу хоплитима старијим од 30. година биран је 401. члан већа. Нико није могао бити биран више од једног пута за службу у већу док сви хоплити не одслуже ту функцију бар једном. За чланове ареопага бирани су само пензионисани архонти.

## Атински Устав

### Околности
У то време девет архоната нису живели на истом месту ; Краљ је имао оно што се данас зове Буколиум, близу пританеја ( на шта указује то што се и данас сједињење и удаја краљеве жене са Дионисом ту збива ) ; Архонт је био у пританеју, а полемарх у Епиликеју ( првобитно се звао полемархеј, но пошто га је Епилик - примајући у службу полемарха - обновио и преуредио, зове се Епиликеон ). Тесмотети су били у Тесмотеју. У Солоново су се доба сви они сакупљали у Тесмотеју. Они - тесмотети - су тада били овлаћени да пресуђују, а не као сада само да воде предистрагу. Тако је, дакле, било са највишим државним функцијама. Веће Ареопага било је уређено тако да чува законе, но оно је заправо управљало мноштвом важнијих државних послова, кажњавајући и глобећи све који би се недолично владали ; Архонти су бирани међу угледним и богатим, дакле међу онима од којих су бирани Ареопагити, због чега је и дан-данас ова функција доживотна. Ово би био сажетак првог Устава.
Не много времена после, за време Аристехмовог архоната, Дракон је дао своје законске прописе.
— Аристотел, Атински Устав, поглавља 3 и 4, превео Петар Јевремовић.

#### Притани
Не много времена после, за време Аристехмовог архоната, Дракон је дао своје законске прописе ; Његово је државно уређење било овакво : Грађанска права имали су сви они који су носили оружје; између себе, а од људи који су имали приход не мањи од десет мина без икаквих дуговања, они су бирали девет архоната и једног благајника ; остале ниже чиновнике бирали су међу онима који су себе могли снабдети оружјем, а стратеге и хипархе међу онима који су могли доказати иметак без икаквог дуга и мушка децу са признатом женом старију од десет година. За нове притане, стратеге и хипархе морали су јамчити они претходни, све док ови каснији стратези и хипарси не положе рачуне, узимајући тако за јемце четворицу стратега, или хипархе који би као и они припадали истом пореском разреду.
— Аристотел, Атински Устав, поглавље 4, превео Петар Јевремовић.
Притани су били представници народа. Есхил је, штавише, и самог Зевса ( због његовог заступничког односа спрам Хелена ) понекад назвао пританом. Пошто, из практичних разлога, свих пет стотина чланова већа није увек могло бити присутно на сваком заседању, одређиване су секције од по педесет чланова из сваке филе, које су сваког месеца обављале функцију председавајућег тела у већу. Они су се звали притани, а период њиховог једномесечног службовања пританија. Притом, сваког је месеца друга фила имала пританију, то јест сваког месеца је друга фила била у већу председавајућа.

##### Драконов положај
До открића Аристотеловог Атинског Устава, Дракон се није сматрао политичким реформатором. Иако савремени историчари не помињу законе Дракона, Аристотел је нагласио његов положај политичког и уставног реформатора и законодавца ( упркос укидању већине његових закона осим оних који уређују убиства ).